# Ullensvang
Ullensvang é uma comuna da Noruega, com 1395 km² de área e 3 517 habitantes (censo de 2005).         